# Andropogon comosus
Andropogon comosus är en gräsart som beskrevs av Spreng.. Andropogon comosus ingår i släktet Andropogon och familjen gräs. Inga underarter finns listade i Catalogue of Life.